# 朵鲁班
朵鲁班，《元朝秘史》译作朵儿边，又译都尔本、朶魯班，蒙古历史上早期的一个部族。其部名“朵儿边”在蒙古语中意为「四」，此外还有许多名为“杜尔伯特”（数词朵儿边的复数形式）的蒙古系游牧集团，但与该氏族无关。
据《元朝秘史》记载，“苍狼”（孛儿帖赤那）的后裔中有兄弟都蛙锁豁儿和朵奔蔑尔干。都蛙锁豁儿有四个儿子，他死后，四个儿子不把叔父朵奔蔑尔干及其妻阿兰豁阿视为亲属，与他们分离，形成独立游牧集团。因以四人兄弟为始祖，该集团被称为朵儿边氏。朵奔蔑尔干死后，寡居的阿兰豁阿与 “日月之光神” 交合生下三个儿子，由此形成了合答斤氏、散只兀氏和孛儿只斤氏，这些部族后来成为蒙古部族的统治阶级。日本的蒙古学学者村上正二指出：“日月之光神”本是蒙古部族的原始始祖传说，而从孛儿帖赤那到都蛙锁豁儿、朵奔蔑尔干兄弟的谱系，是随着蒙古部族扩张后追加的传说。都蛙锁豁儿原本可能是被蒙古部族征服的乌梁海部族的族灵（翁衮）。他进一步推测，以都蛙锁豁儿为始祖的朵儿边氏族，原本可能是乌梁海部族的一支狩猎采集民。
12世纪末，蒙古部族内以成吉思汗的曾祖父合不勒汗为始祖的乞颜氏，与以俺巴孩汗为始祖的泰赤乌氏形成两大势力，展开部族主导权之争。其间，朶魯班氏与泰赤乌氏保持友好关系。当成吉思汗作为乞颜氏首领崭露头角后，朶魯班氏与泰赤乌、合答斤、散只兀、弘吉剌等系氏族共同推举札木合，与成吉思汗为敌。1202年阔亦田之战的失败，使朶魯班氏等反成吉思汗联盟陷入劣势，1204年乃蛮部灭亡，朶魯班氏族向成吉思汗投降。
朵鲁班部族人物在蒙古帝国中效力成吉思汗的记载较少，《史集》提到出身朵鲁班氏的人物有：脱撒合，曾被任命为蒙古帝国的千户长；朵兒伯多黑申，被派往印度远征；余剌乞·宝儿赤，曾担任“成吉思汗亲卫千户”的百户长，经历不详，其孙孛罗作为忽必烈的重臣，在元朝初期担任高官。孛罗后来移居伊利汗国，参与《史集》编纂（主要提供中国史及元朝相关信息），以波斯语讹称“孛罗·阿合”而闻名。